# スパニッシュ・プリズナー (映画)
『スパニッシュ・プリズナー』（The Spanish Prisoner）は、1997年のアメリカ合衆国のサスペンス映画。監督はデヴィッド・マメット、出演はキャンベル・スコットとベン・ギャザラなど。会社に莫大な利益をもたらす数式を考案したことで追い詰められていく男を描いている。題名は古典的な詐欺の手口「スペインの囚人」から。1997年9月に開催された第22回トロント国際映画祭で初上映された。

## ストーリー
ビジネスマンのジョー・ロスは、会社に莫大な利益をもたらす市場を支配することができるデータ“プロセス”を開発し、それを会社の要人たちにプレゼンするため、カリブ海のリゾート・アイランドにやってきた。だが一方で、ジョーは社長のクラインが発明の権利を自分から奪い取ろうとしているのではないかという不安を抱いていた。
そんなある日、ジョーは妹がテニスの名選手だというジミー・デルという富豪と出会う。ジミーはジョーから発明の話を聞くと協力を申し出、さらに妹との縁談を持ちかける。ジョーは彼に疑念を抱きながらも、会社との関係が悪化していたため、ジミーと手を結ぼうと考え始めるが、彼の前にFBIの女性捜査官マキューンが現れる。彼女はジミーがFBIが追う詐欺師だという。
おとり捜査に協力することになったジョーは彼女の指示で、発明の書類を手にジミーとの約束の場に出向くがジミーは現れず、さらに書類はいつのまにか白紙とすり替えられていた。
ジョーはかねてから彼に好意をみせていた秘書のスーザンに助けを求める。しかし、スーザンもジミーの仲間であり、ジョーにいつしか魔の手が忍び寄る。だがやがて、物語は意外な展開を見せる。

## キャスト
※括弧内は日本語吹替
- ジョー・ロス: キャンベル・スコット（寺杣昌紀）
- スーザン: レベッカ・ピジョン（佐々木優子）
- ジミー・デル: スティーヴ・マーティン（菅生隆之）
- クライン: ベン・ギャザラ（佐々木梅治）
- マキューンFBI捜査官: フェリシティ・ハフマン（宮寺智子）
- ジョージ・ラング: リッキー・ジェイ（仲野裕）
- FBI捜査官のリーダー: エド・オニール（田中正彦）

## 作品の評価
Rotten Tomatoesによれば、批評家の一致した見解は「『スパニッシュ・プリズナー』は、脚本・監督のデヴィッド・マメットのファンが期待していた通りの作品であり、スマートでしっかりとした構成のドラマは視聴者の予想を裏切らず、そして楽しませてくれる。」であり、61件の評論のうち高評価は89%にあたる54件で、平均して10点満点中7.45点を得ている。
Metacriticによれば、21件の評論のうち、高評価は14件、賛否混在は7件、低評価はなく、平均して100点満点中70点を得ている。